# Paul von Jankó
Paul von Jankó (Tata, 2 juni 1856 - Constantinopel, 17 maart 1919) was een Hongaars pianist, muziekpedagoog, ingenieur en uitvinder.
Von Jankó studeerde wiskunde en muziek bij H. Schmitt, J. Krenn en Anton Bruckner aan het conservatorium van Wenen en in Berlijn bij H. Ehrlich. In Berlijn studeerde hij ook mathematica aan de Berlijnse Universiteit.  
Hij werd vooral bekend door de uitvinding van het 'Jankó-klavier'. Dit klavier is ontworpen met drie rijen toetsen, waardoor er drie aanslagplekken mogelijk zijn, die de hand- en vingerhouding zouden moeten vergemakkelijken. Ook grote akkoorden zouden veel makkelijker te spelen zijn. Op dit klavier zijn er geen onder- en boventoetsen.
Von Jankó schreef voorts een boek hierover, onder de titel "Eine neue Klaviatur", dat in 1886 verscheen. Ook publiceerde hij enige artikelen in vakbladen.
Vanaf 1886 gebruikte hij dit klavier ook bij zijn eigen concertreizen. De Noorse pianist Tekla Nathan Bjerke was een student van Von Jankó en speelde vele concerten in Noorwegen op dit klavier.
- Gemeinsame Normdatei: 117611174
- International Standard Name Identifier: 0000 0000 5004 4977
- Library of Congress Control Number: n2006038435
- Nederlandse Thesaurus van Auteursnamen: 242468780
- Virtual International Authority File: 72175771
- WorldCat: E39PBJx8yQMQVfdKVcqJVrWxDq